# فریبا منتظرظهور
فریبا منتظرظهور (متولد ۱۳۴۹ در شهر تهران) یک نویسنده و خبرنگار است. تحصیلات ابتدایی و متوسطه رادر تهران سپری و در رشته کارشناسی اقتصاد  و کاردانی کامپیوتر تحصیلات خود را به اتمام رساند. پس از تجربه مشاغلی مانند مسئول شبکه کامپیوتری، حسابداری، معلمی، در سال ۱۳۸۲ به روزنامه‌نگاری پرداخت. وی دوره خبرنگاری را در دفتر مطالعات و تحقیقات رسانه‌ها گذراند و به عنوان خبرنگار آزاد در روزنامه‌ها و مجلات گوناگون به نشر گزارش و مصاحبه اقدام نمود. منتظرظهور در سال ۱۳۸۶ به داستان‌نویسی روی آورد.

## آثار

### مجموعه داستان
- هرازگاهی بنشین- انتشارات مروارید (۱۳۸۸)[۳][۴][۵]
- سوت - نشر مهری (۱۳۹۶)

### رمان
- هیاهوی کوهسار- انتشارات مروارید (۱۳۹۱) - نامزد نهایی جایزه ادبی مهرگان - نامزد نهایی جایزه گام اول[۶][۷][۸][۹]
- آنیش - نشر به نگار (۱۳۹۲) - جزو ۲۰ رمان برتر کتاب سال شهید حبیب غنی‌پور [۱۰][۱۱][۱۲]
- دزده کشی[۱۳][۱۴][۱۵][۱۶] - نشر کتاب‌سرای تندیس (۱۳۹۳) - اثر تقدیر شده در بخش رمان آزاد  کتاب سال شهید حبیب غنی‌پور - نامزد نهایی جایزه ادبی پروین اعتصامی[۱۷][۱۸]
- به جز سرخ هر رنگی- انتشارات گل‌آذین (۱۳۹۴)[۱۹]
- ماز - ناشر مؤلف (۱۳۹۷)
- قلم فروش - کتابسرای تندیس (۱۴۰۰)[۲۰]

### گردآوری
- رؤیای من این است - گردآوری داستان‌های کودکان کار - انتشارات گل‌آذین (۱۳۹۲)[۲۱][۲۲]